# Lizzie van Zyl
Lizzie van Zyl (22 de abril de 1894 - 9 de mayo de 1901) fue una niña bóer, presa en el campo de concentración de Bloemfontein, que murió de tifus durante la segunda guerra bóer.

## Antecedentes

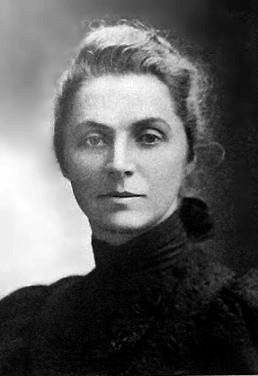
Emily Hobhouse.

Los británicos la encarcelaron en un campo de concentración debido a que su padre, un combatiente bóer, se había negado a rendirse. La activista Emily Hobhouse utilizó su muerte como un ejemplo de las dificultades que las mujeres y los niños bóeres afrontaban en los campos de concentración británicos durante la guerra. Describió a Lizzie como «una frágil niña pequeña, con una desesperada necesidad de buenos cuidados», a quien le daban las raciones más bajas de alimentos y, después de un mes, fue derivada al nuevo hospital, aproximadamente a 50 kilómetros (31 millas) del campo de concentración, sufriendo de muerte por inanición. 
Según Hobhouse, fue tratada con severidad en el hospital. Al ser incapaz de hablar inglés, fue etiquetada como una «idiota» por un doctor de habla inglesa y por sus enfermeros, que eran incapaces de entenderla. Un día empezó a llamar a su madre y una señora fue a consolarla, pero «fue bruscamente interceptada por uno de los enfermeros, que le dijo que no interfiriera con una niña que era un estorbo». Lizzie murió en 1901 a los 7 años de edad.

## Fotografía
Según se dice, la fotografía de la demacrada Van Zyl pasó de las manos del autor escocés Arthur Conan Doyle, que sirvió como doctor voluntario durante la Guerra Bóer, a Joseph Chamberlain. Tanto Doyle como Chamberlain eran partidarios de las Guerras Bóeres. De hecho, Doyle escribió un pequeño ensayo, La guerra en Sudáfrica: Su causa y conducta, en el que justificaba esa guerra.
La fotografía fue utilizada como propaganda: para convencer al público británico, la autora Hélène Opperman Lewis manifestó que los niños bóeres habían sido abandonados por sus padres. Se dijo que la imagen había sido tomada cuando Van Zyl y su madre ingresaron en el campo de concentración. Chamberlain fue citado en la edición de The Times del 5 de marzo de 1902, diciendo que la madre de Lizzie había sido procesada por maltrato. Sin embargo, Hobhouse investigó el caso y fue incapaz de encontrar ninguna evidencia del caso o del procesamiento de la madre de Lizzie. Localizó al fotógrafo, un hombre apellidado de Klerk, quien confirmó que la fotografía había sido tomada dos meses después de que Lizzie hubiese llegado al campo de concentración.